# Andre Silva Filho
Andre Luiz Pereira Da Silva Filho (Junqueiro, 21 de setembro de 1985), é um político brasileiro, filiado ao Republicanos. Nas eleições de 2022, foi eleito deputado estadual por Alagoas com 31.086 votos, equivalente a 1,86% dos válidos.